# Cibermedicina

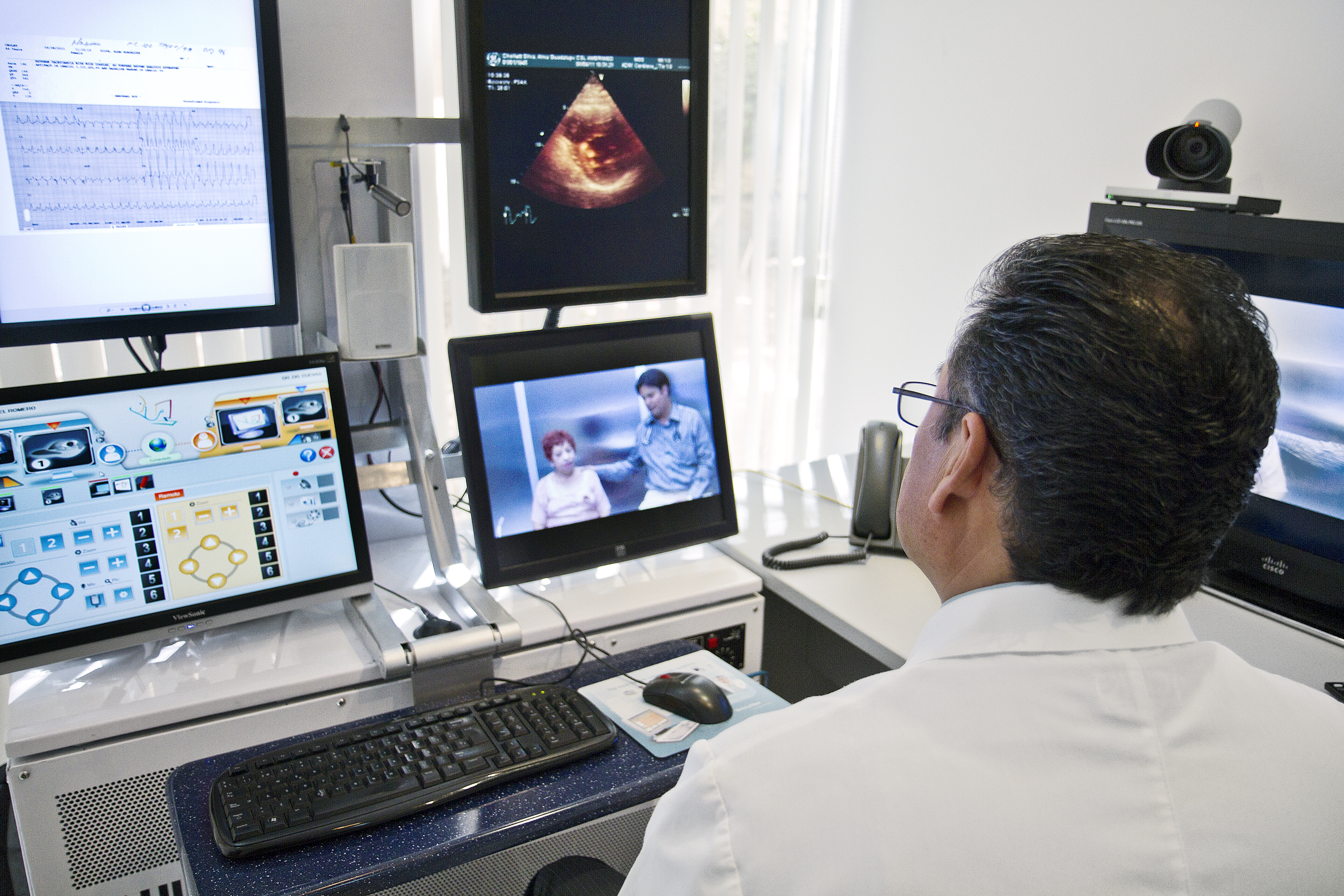
Em alguns países consultórias médicas pela internet já são permitidas e regulamentadas.

Cibermedicina é a área da telemedicina que estuda especificamente a relação entre internet e saúde. Ela se refere ao uso de informações de saúde (também chamadas de e-health) e de outros recursos da internet (como e-mail, chat e consultas online) tanto por profissionais de saúde quanto pacientes e leigos. Em 2002 existiam mais de sessenta milhões de utilizadores da internet que procuravam informações médicas, e já existiam mais de 100 mil sites com informações de saúde, em grande maioria gratuitos. 
Para profissionais de saúde a internet permite troca de informações rápida entre seus pacientes e com outros profissionais independente da distância, acesso a informações úteis inclusive as últimas novidades da área, permite comprar e vender produtos e serviços e até mesmo pode ser usada para auxiliar no tratamento de determinados transtornos.

## Uso por profissionais de saúde
Segundo a pesquisa realizada por Taylor e colaboradores em 2001 com 834 médicos sobre seu uso da internet, 93% deles tinham acesso a internet, 56% tinham acesso a internet no ambiente de trabalho, 59% realizavam acesso diário, 55% a usavam para se comunicar com colegas e 13% a usavam para se comunicar com pacientes. Neste estudo 39% relataram que usariam e-mail para relatar informações aos pacientes se tivessem garantia da informação ser segura e privada.
Em uma revisão bibliográfica feita em 2005, Guillen identificou que os recursos da internet tem sido satisfatoriamente utilizados pelos enfermeiros, especialmente para educação de profissionais, mas também para educação e assistência de pacientes. Porém ela concluiu que a área de assistência ainda está na fase embrionária e precisa de mais pesquisas e investimento para se popularizarem.

## Uso por pacientes
Em outra pesquisa feita pelo Harris interactive em 2008, foram identificados 150 milhões de usuários que acessam informações de saúde no mundo. 1010 americanos maiores de 18 anos foram entrevistados por telefone 25% procuram informações de saúde com frequência, 89% encontraram a informação que procuravam, 86% consideraram as informações pelo menos parcialmente confiáveis e 47% discutiram as informações que encontraram com médicos.